# مساعد نادل
مساعد النادل هو شخص يعمل في قطاع المطاعم والتموين يأخذ الأطباق المتسخة إلى غسالة الصحون ويرتب الطاولات ويعيد التعبئة ويساعد طاقم النُّدُل.